# Liogenys denticeps
Liogenys denticeps är en skalbaggsart som beskrevs av Blanchard 1851. Liogenys denticeps ingår i släktet Liogenys och familjen Melolonthidae. Inga underarter finns listade i Catalogue of Life.